# European Championships 2022/Teilnehmer (Dänemark)
| Gelbes Symbol für Goldmedaillen mit stilisierten Olympischen Ringen | Graues Symbol für Silbermedaillen mit stilisierten Olympischen Ringen | Braundes Symbol für Bronzemedaillen mit stilisierten Olympischen Ringen |
| ------------------------------------------------------------------- | --------------------------------------------------------------------- | ----------------------------------------------------------------------- |
| 1                                                                   | 2                                                                     | 1                                                                       |

Dänemark nahm mit 102 Athleten (55 Männer, 47 Frauen) an den European Championships 2022 in München teil.

## Medaillen

### Medaillenspiegel
| Rang   | Sportart       | Gold | Silber | Bronze | Gesamt |
| ------ | -------------- | ---- | ------ | ------ | ------ |
| 1      | Kanurennsport  | 1    | 1      | 1      | 3      |
| 2      | Bahnradsport   | –    | 1      | 1      | 2      |
| 3      | Mountainbike   | –    | 1      | –      | 1      |
| 4      | Leichtathletik | –    | –      | 1      | 1      |
| Gesamt | Gesamt         | 1    | 3      | 3      | 7      |

### Medaillengewinner
| Name/n                                                               | Sportart       | Wettkampf             |
| -------------------------------------------------------------------- | -------------- | --------------------- |
| Gold                                                                 |                |                       |
| Emma Jørgensen                                                       | Kanurennsport  | K-1 200 m             |
| Silber                                                               |                |                       |
| Carl-Frederik Bévort Tobias Hansen Rasmus Pedersen Robin Skivild     | Bahnradsport   | Mannschaftsverfolgung |
| Bolette Iversen Pernille Knudsen Frederikke Matthiesen Sara Milthers | Kanurennsport  | K-4 500 m             |
| Sebastian Fini Carstensen                                            | Mountainbike   | Cross-Country         |
| Bronze                                                               |                |                       |
| Amalie Dideriksen Julie Leth                                         | Bahnradsport   | Madison               |
| Emma Jørgensen                                                       | Kanurennsport  | K-1 500 m             |
| Ida Karstoft                                                         | Leichtathletik | 200 m                 |

## Teilnehmer nach Sportarten

### Beachvolleyball
| Athleten                       | Gruppenphase                        | Gruppenphase | 1. Runde                                   | 1. Runde      | Achtelfinale               | Achtelfinale  | Viertelfinale | Viertelfinale | Halbfinale    | Halbfinale    | Finale        | Finale        | Rang |
| Athleten                       | Gegner                              | Erg.         | Gegner                                     | Erg.          | Gegner                     | Erg.          | Gegner        | Erg.          | Gegner        | Erg.          | Gegner        | Erg.          | Rang |
| ------------------------------ | ----------------------------------- | ------------ | ------------------------------------------ | ------------- | -------------------------- | ------------- | ------------- | ------------- | ------------- | ------------- | ------------- | ------------- | ---- |
| Frauen                         |                                     |              |                                            |               |                            |               |               |               |               |               |               |               |      |
| Clara Windeleff Sofia Bisgaard | Anastasija Kravčenoka Tīna Graudiņa | 0:2          | Katharina Schützenhöfer Lena Plesiutschnig | 2:0           | Nina Brunner Tanja Hüberli | 0:2           | ausgeschieden | ausgeschieden | ausgeschieden | ausgeschieden | ausgeschieden | ausgeschieden | 9    |
| Clara Windeleff Sofia Bisgaard | Lézana Placette Alexia Richard      | 2:0          | Katharina Schützenhöfer Lena Plesiutschnig | 2:0           | Nina Brunner Tanja Hüberli | 0:2           | ausgeschieden | ausgeschieden | ausgeschieden | ausgeschieden | ausgeschieden | ausgeschieden | 9    |
| Männer                         |                                     |              |                                            |               |                            |               |               |               |               |               |               |               |      |
| Kristoffer Abell Jacob Brinck  | Nils Ehlers Clemens Wickler         | 1:2          | ausgeschieden                              | ausgeschieden | ausgeschieden              | ausgeschieden | ausgeschieden | ausgeschieden | ausgeschieden | ausgeschieden | ausgeschieden | ausgeschieden | 25   |
| Kristoffer Abell Jacob Brinck  | Matthew Immers Stefan Boermans      | 0:2          | ausgeschieden                              | ausgeschieden | ausgeschieden              | ausgeschieden | ausgeschieden | ausgeschieden | ausgeschieden | ausgeschieden | ausgeschieden | ausgeschieden | 25   |

### Kanurennsport
| Athleten                                                             | Wettbewerb | Vorlauf      | Vorlauf | Vorlauf       | Halbfinale   | Halbfinale | Halbfinale    | Finale        | Finale        | Rang   |
| Athleten                                                             | Wettbewerb | Zeit         | Rang    | Qualifikation | Zeit         | Rang       | Qualifikation | Zeit          | Rang          | Rang   |
| -------------------------------------------------------------------- | ---------- | ------------ | ------- | ------------- | ------------ | ---------- | ------------- | ------------- | ------------- | ------ |
| Frauen                                                               |            |              |         |               |              |            |               |               |               |        |
| Emma Jørgensen                                                       | K-1 200 m  | 40,663 s     | 2       | Finale        | –            | –          | –             | 39,848 s      | 1             | Gold   |
| Emma Jørgensen                                                       | K-1 500 m  | 1:59,633 min | 4       | Halbfinale    | 1:52,854 min | 2          | A-Finale      | 1:55,206 min  | 3             | Bronze |
| Bolette Iversen Frederikke Matthiesen                                | K-2 500 m  | 1:50,864 min | 5       | Halbfinale    | 1:44,943 min | 4          | B-Finale      | 1:45,454 min  | 1             | 10     |
| Pernille Knudsen Sara Milthers                                       | K-2 1000 m | 3:47,375 min | 3       | Halbfinale    | 3:57,674 min | 1          | Finale        | 3:44,064 min  | 8             | 8      |
| Bolette Iversen Pernille Knudsen Frederikke Matthiesen Sara Milthers | K-4 500 m  | 1:36,279 min | 3       | Finale        | –            | –          | –             | 1:37,709 min  | 2             | Silber |
| Männer                                                               |            |              |         |               |              |            |               |               |               |        |
| Magnus Sibbersen                                                     | K-1 500 m  | 1:44,986 min | 6       | Halbfinale    | 1:44,793 min | 2          | A-Finale      | 1:42,998 min  | 9             | 9      |
| René Holten Poulsen                                                  | K-1 1000 m | 3:34,945 min | 3       | Halbfinale    | 3:38,059 min | 3          | A-Finale      | 3:42,901 min  | 9             | 9      |
| Rasmus Knudsen                                                       | K-1 5000 m | —            | —       | —             | —            | —          | —             | KO            | 11            | 11     |
| Victor Aasmul René Holten Poulsen                                    | K-2 500 m  | 1:34,913 min | 4       | Halbfinale    | 1:30,471 min | 2          | A-Finale      | 1:33,621 min  | 9             | 9      |
| Morten Graversen Simon Jensen                                        | K-2 1000 m | 3:21,725 min | 5       | Halbfinale    | 3:18,152 min | 1          | Finale        | 3:20,548 min  | 7             | 7      |
| Morten Graversen Rasmus Knudsen Victor Aasmul Magnus Sibbersen       | K-4 500 m  | 1:23,810 min | 6       | Halbfinale    | 1:23,251 min | 7          | –             | ausgeschieden | ausgeschieden | 13     |

### Leichtathletik
Laufen und Gehen
| Athleten                                                                                               | Wettbewerb       | Vorlauf     | Vorlauf | Halbfinale    | Halbfinale    | Finale        | Finale        | Rang          |
| Athleten                                                                                               | Wettbewerb       | Zeit        | Rang    | Zeit          | Rang          | Zeit          | Rang          | Rang          |
| --- | ---------------- | ----------- | ------- | ------------- | ------------- | ------------- | ------------- | ------------- |
| Frauen                                                                                                 |                  |             |         |               |               |               |               |               |
| Mathilde Kramer                                                                                        | 100 m            | 11,58 s     | 17      | ausgeschieden | ausgeschieden | ausgeschieden | ausgeschieden | 24            |
| Ida Karstoft                                                                                           | 200 m            | –           | –       | 22,73 s       | 2             | 22,72 s       | 3             | Bronze        |
| Mette Graversgaard                                                                                     | 100 m Hürden     | –           | –       | 12,87 s       | 8             | 12,99 s       | 6             | 6             |
| Mathilde Heltbech                                                                                      | 100 m Hürden     | 13,41 s     | 14      | ausgeschieden | ausgeschieden | ausgeschieden | ausgeschieden | 26            |
| Annemarie Nissen                                                                                       | 400 m Hürden     | 57,71 s     | 22      | ausgeschieden | ausgeschieden | ausgeschieden | ausgeschieden | 34            |
| Karen Ehrenreich                                                                                       | Marathon         | —           | —       | —             | —             | 2:44:28 h     | 43            | 43            |
| Mette Graversgaard Mathilde Kramer Emma Beiter Bomme Astrid Glenner-Frandsen Line Holm Jensen (Ersatz) | 4 × 100 m        | 44,20 s     | 12      | —             | —             | ausgeschieden | ausgeschieden | 12            |
| Männer                                                                                                 |                  |             |         |               |               |               |               |               |
| Kojo Musah                                                                                             | 100 m            | DNF         | DNF     | ausgeschieden | ausgeschieden | ausgeschieden | ausgeschieden | ausgeschieden |
| Frederik Schou-Nielsen                                                                                 | 100 m            | 10,34 s     | 9       | ausgeschieden | ausgeschieden | ausgeschieden | ausgeschieden | 24            |
| Simon Hansen                                                                                           | 200 m            | 20,81 s     | 11      | DNS           | DNS           | ausgeschieden | ausgeschieden | ausgeschieden |
| Tazana Kamanga-Dyrbak                                                                                  | 200 m            | 20,88 s     | 13      | ausgeschieden | ausgeschieden | ausgeschieden | ausgeschieden | 24            |
| Gustav Lundholm Nielsen                                                                                | 400 m            | 46,05 s     | 14      | 46,30 s       | 19            | ausgeschieden | ausgeschieden | 19            |
| Benjamin Lobo Vedel                                                                                    | 400 m            | 45,50 s     | 5       | DNS           | DNS           | ausgeschieden | ausgeschieden | ausgeschieden |
| Joel Ibler Lillesø                                                                                     | 5000 m           | —           | —       | —             | —             | 13:50,24 min  | 22            | 22            |
| Jakob Dybdal Abrahamsen                                                                                | 3000 m Hindernis | 9:05,26 min | 29      | —             | —             | ausgeschieden | ausgeschieden | 29            |
| Axel Vang Christensen                                                                                  | 3000 m Hindernis | DNF         | DNF     | —             | —             | ausgeschieden | ausgeschieden | DNF           |
| Rune Bækgaard                                                                                          | Marathon         | —           | —       | —             | —             | 2:31:37 h     | 62            | 62            |
| Andreas Lommer                                                                                         | Marathon         | —           | —       | —             | —             | 2:20:34 h     | 46            | 46            |
| Martin Egebjerg Olesen                                                                                 | Marathon         | —           | —       | —             | —             | 2:28:04 h     | 60            | 60            |
| Abdi Hakin Ulad                                                                                        | Marathon         | —           | —       | —             | —             | 2:16:41 h     | 27            | 27            |
| Rasmus Thornbjerg Klausen Frederik Schou-Nielsen Tobias Larsen Tazana Kamanga-Dyrbak                   | 4 × 100 m        | DNF         | DNF     | —             | —             | ausgeschieden | ausgeschieden | DNF           |

Springen und Werfen
| Athleten              | Wettbewerb     | Qualifikation | Qualifikation | Finale        | Finale        | Rang |
| Athleten              | Wettbewerb     | Weite/Höhe    | Rang          | Weite/Höhe    | Rang          | Rang |
| --------------------- | -------------- | ------------- | ------------- | ------------- | ------------- | ---- |
| Frauen                |                |               |               |               |               |      |
| Caroline Bonde Holm   | Stabhochsprung | 4,50 m        | 4             | 4,55 m (NR)   | 4             | 4    |
| Katrine Koch Jacobsen | Hammerwurf     | 68,26 m       | 7             | 67,06 m       | 10            | 10   |
| Lisa Brix Pedersen    | Diskuswurf     | 59,40 m       | 8             | 57,02 m       | 10            | 7    |
| Männer                |                |               |               |               |               |      |
| Arthur W. Petersen    | Speerwurf      | 72,82 m       | 21            | ausgeschieden | ausgeschieden | 21   |

### Radsport

#### Bahn
| Athleten                                                         | Wettbewerb            | Qualifikation | Qualifikation | 1. Runde     | 1. Runde | Halbfinale | Halbfinale | Finals       | Finals | Rang   |
| Athleten                                                         | Wettbewerb            | Zeit          | Rang          | Zeit         | Rang     | Zeit       | Rang       | Zeit/Punkte  | Rang   | Rang   |
| ---------------------------------------------------------------- | --------------------- | ------------- | ------------- | ------------ | -------- | ---------- | ---------- | ------------ | ------ | ------ |
| Frauen                                                           |                       |               |               |              |          |            |            |              |        |        |
| Julie Leth                                                       | 25 km Punktefahren    | —             | —             | —            | —        | —          | —          | 30           | 4      | 4      |
| Amalie Dideriksen Julie Leth                                     | Madison               | —             | —             | —            | —        | —          | —          | 38           | 3      | Bronze |
| Männer                                                           |                       |               |               |              |          |            |            |              |        |        |
| Rasmus Pedersen                                                  | 1 km Zeitfahren       | 1:00,234 min  | 4             | —            | —        | —          | —          | 1:00,862 min | 5      | 5      |
| Rasmus Pedersen                                                  | 15 km Scratch         | —             | —             | —            | —        | —          | —          | –            | 9      | 9      |
| Tobias Hansen                                                    | Ausscheidungsfahren   | —             | —             | —            | —        | —          | —          | –            | 9      | 9      |
| Tobias Hansen Robin Skivild                                      | Madison               | —             | —             | —            | —        | —          | —          | –15          | 8      | 8      |
| Carl-Frederik Bévort Tobias Hansen Rasmus Pedersen Robin Skivild | Mannschaftsverfolgung | 3:54,280 min  | 2             | 3:54,280 min | 1        | —          | —          | 3:51,692 min | 2      | Silber |

| Athleten          | Wettbewerb | Qualifikation Punktefahren | Qualifikation Punktefahren | Scratch | Scratch | Temporennen | Temporennen | Ausscheidungs- fahren | Ausscheidungs- fahren | Punkte- fahren | Punkte- fahren | Punkte | Rang |
| Athleten          | Wettbewerb | Punkte                     | Rang                       | Punkte  | Rang    | Punkte      | Rang        | Punkte                | Rang                  | Punkte         | Zieleinlauf    | Punkte | Rang |
| ----------------- | ---------- | -------------------------- | -------------------------- | ------- | ------- | ----------- | ----------- | --------------------- | --------------------- | -------------- | -------------- | ------ | ---- |
| Frauen            |            |                            |                            |         |         |             |             |                       |                       |                |                |        |      |
| Amalie Dideriksen | Omnium     | —                          | —                          | 28      | 7       | 8           | 3           | 30                    | 6                     | 26             | 9              | 120    | 8    |
| Männer            |            |                            |                            |         |         |             |             |                       |                       |                |                |        |      |
| Tobias Hansen     | Omnium     | 1                          | 7                          | 26      | 8       | 28          | 7           | 22                    | 10                    | 12             | 7              | 88     | 10   |

#### Straße
| Athleten              | Wettbewerb       | Zeit         | Rang |
| --------------------- | ---------------- | ------------ | ---- |
| Frauen                |                  |              |      |
| Maja Winther Brandt   | Straßenrennen    | DNF          | DNF  |
| Emma Norsgaard Bjerg  | Straßenrennen    | 2:59:20 h    | 7    |
| Emma Norsgaard Bjerg  | Einzelzeitfahren | 32:55,34 min | 11   |
| Amalie Dideriksen     | Straßenrennen    | 2:59:30 h    | 36   |
| Mia Sofie Rützou      | Straßenrennen    | DNF          | DNF  |
| Mia Sofie Rützou      | Einzelzeitfahren | 35:48,73 min | 29   |
| Trine Holmsgaard      | Straßenrennen    | 3:02:23 h    | 71   |
| Marita Jensen         | Straßenrennen    | DNF          | DNF  |
| Julie Leth            | Straßenrennen    | 2:59:30 h    | 39   |
| Männer                |                  |              |      |
| Mikkel Bjerg          | Straßenrennen    | 4:42:01 h    | 104  |
| Mikkel Bjerg          | Einzelzeitfahren | 27:32,63 min | 4    |
| Lasse Norman Hansen   | Straßenrennen    | 4:39:07 h    | 38   |
| Mikkel Frølich Honoré | Straßenrennen    | 4:38:52 h    | 23   |
| Frederik Wandahl      | Straßenrennen    | 4:45:27 h    | 120  |
| Mathias Jørgensen     | Straßenrennen    | 4:39:07 h    | 37   |
| Michael Mørkøv        | Straßenrennen    | 4:39:02 h    | 33   |
| Mads Pedersen         | Straßenrennen    | 4:38:49 h    | 10   |
| Johan Price-Pejtersen | Straßenrennen    | 4:42:25 h    | 113  |
| Morten Hulgaard       | Einzelzeitfahren | 28:18,47 min | 8    |

#### Mountainbike
| Athleten                  | Wettbewerb    | Zeit      | Rang   |
| ------------------------- | ------------- | --------- | ------ |
| Frauen                    |               |           |        |
| Caroline Bohé             | Cross-Country | 1:32:33 h | 5      |
| Malene Degn               | Cross-Country | 1:33:29 h | 8      |
| Männer                    |               |           |        |
| Sebastian Fini Carstensen | Cross-Country | 1:18:20 h | Silber |
| Simon Andreassen          | Cross-Country | 1:20:28 h | 20     |

### Rudern
| Athleten | Wettbewerb                  | Vorlauf     | Vorlauf | Vorlauf        | Hoffnungslauf | Hoffnungslauf | Hoffnungslauf | Halbfinale  | Halbfinale | Halbfinale    | Finale      | Finale | Rang |
| Athleten | Wettbewerb                  | Zeit        | Rang    | Qualifikation  | Zeit          | Rang          | Qualifikation | Zeit        | Rang       | Qualifikation | Zeit        | Rang   | Rang |
| --- | --------------------------- | ----------- | ------- | -------------- | ------------- | ------------- | ------------- | ----------- | ---------- | ------------- | ----------- | ------ | ---- |
| Frauen |                             |             |         |                |               |               |               |             |            |               |             |        |      |
| Mathilde Persson Marie Morch Pedersen | Leichtgewichts-Doppelzweier | 7:55,54 min | 3       | Hoffnungslauf  | 7:44,35 min   | 4             | B-Finale      | —           | —          | —             | 7:40,36 min | 1      | 7    |
| Nikoline Laidlaw Sofie Vikkelsoe | Zweier ohne Steuerfrau      | 8:02,57 min | 4       | Hoffnungslauf  | 7:50,69 min   | 5             | B-Finale      | —           | —          | —             | 7:39,34 min | 3      | 9    |
| Julie Poulsen Marie Johannesen Frida Sanggaard Nielsen Astrid Steensberg | Vierer ohne Steuerfrau      | 7:13,56 min | 2       | A-Finale       | –             | –             | –             | —           | —          | —             | 6:54,39 min | 4      | 4    |
| Nikoline Laidlaw Sofie Vikkelsoe Christine Amalie Meinert Cardel Cecilie Brunnich Sørensen Julie Poulsen Marie Johannesen Frida Sanggaard Nielsen Astrid Steensberg Sofie Østergaard (Stf,) | Achter                      | 7:02,32 min | 3       | Hoffnungslauf  | abgesagt      | abgesagt      | A-Finale      | —           | —          | —             | 6:46,88 min | 6      | 6    |
| Männer |                             |             |         |                |               |               |               |             |            |               |             |        |      |
| Bastian Secher | Einer                       | 7:57,90 min | 2       | A/B-Halbfinale | –             | –             | –             | 7:26,84 min | 3          | A-Finale      | 7:35,43 min | 6      | 6    |
| Rasmus Lind | Leichtgewichts-Einer        | 7:58,97 min | 2       | A/B-Halbfinale | –             | –             | –             | 7:17,64 min | 4          | B-Finale      | 7:32,70 min | 2      | 8    |
| Oscar Petersen Alexander Modest | Leichtgewichts-Doppelzweier | 7:28,71 min | 5       | Hoffnungslauf  | 7:07,22 min   | 5             | Halbfinale    | abgesagt    | abgesagt   | B-Finale      | 7:09,92 min | 5      | 11   |
| Kaare Mortensen Magus Valbirk Magnus Rathenborg Tobias Bork Kristensen | Vierer ohne Steuermann      | 6:45,42 min | 4       | Hoffnungslauf  | 6:37,44 min   | 5             | B-Finale      | —           | —          | —             | 6:18,66 min | 4      | 10   |

### Sportklettern
| Athleten                  | Wettbewerb | Qualifikation | Qualifikation | Halbfinale    | Halbfinale    | Finale        | Finale        | Rang |
| Athleten                  | Wettbewerb | Punkte        | Rang          | Punkte        | Rang          | Punkte        | Rang          | Rang |
| ------------------------- | ---------- | ------------- | ------------- | ------------- | ------------- | ------------- | ------------- | ---- |
| Frauen                    |            |               |               |               |               |               |               |      |
| Katrine Vandet Salling    | Bouldern   | 1T2z 1 2      | 40            | ausgeschieden | ausgeschieden | ausgeschieden | ausgeschieden | 40   |
| Männer                    |            |               |               |               |               |               |               |      |
| Theis Lindegren Elfenbein | Bouldern   | 0T2z 0 2      | 37            | ausgeschieden | ausgeschieden | ausgeschieden | ausgeschieden | 37   |

### Tischtennis
| Athleten                              | Wettbewerb | Gruppenphase     | Gruppenphase | Vorrunde               | Vorrunde | 1. Runde                      | 1. Runde      | 2. Runde                             | 2. Runde      | Achtelfinale                            | Achtelfinale  | Viertelfinale | Viertelfinale | Halbfinale    | Halbfinale    | Finale        | Finale        | Rang |
| Athleten                              | Wettbewerb | Gegner           | Erg.         | Gegner                 | Erg.     | Gegner                        | Erg.          | Gegner                               | Erg.          | Gegner                                  | Erg.          | Gegner        | Erg.          | Gegner        | Erg.          | Gegner        | Erg.          | Rang |
| ------------------------------------- | ---------- | ---------------- | ------------ | ---------------------- | -------- | ----------------------------- | ------------- | ------------------------------------ | ------------- | --------------------------------------- | ------------- | ------------- | ------------- | ------------- | ------------- | ------------- | ------------- | ---- |
| Männer                                |            |                  |              |                        |          |                               |               |                                      |               |                                         |               |               |               |               |               |               |               |      |
| Martin Buch Andersen                  | Einzel     | Deni Kožul       | 1:3          | Aleksandar Karakašević | 3:1      | ausgeschieden                 | ausgeschieden | ausgeschieden                        | ausgeschieden | ausgeschieden                           | ausgeschieden | ausgeschieden | ausgeschieden | ausgeschieden | ausgeschieden | ausgeschieden | ausgeschieden | 33   |
| Martin Buch Andersen                  | Einzel     | Ivik Nielsen     | 3:0          | Aleksandar Karakašević | 3:1      | ausgeschieden                 | ausgeschieden | ausgeschieden                        | ausgeschieden | ausgeschieden                           | ausgeschieden | ausgeschieden | ausgeschieden | ausgeschieden | ausgeschieden | ausgeschieden | ausgeschieden | 33   |
| Martin Buch Andersen                  | Einzel     | Luka Mladenovic  | 3:1          | Aleksandar Karakašević | 3:1      | ausgeschieden                 | ausgeschieden | ausgeschieden                        | ausgeschieden | ausgeschieden                           | ausgeschieden | ausgeschieden | ausgeschieden | ausgeschieden | ausgeschieden | ausgeschieden | ausgeschieden | 33   |
| Jonathan Kjær Goth                    | Einzel     | Freilos          | Freilos      | Freilos                | Freilos  | Dimitrije Levajac             | 3:4           | ausgeschieden                        | ausgeschieden | ausgeschieden                           | ausgeschieden | ausgeschieden | ausgeschieden | ausgeschieden | ausgeschieden | ausgeschieden | ausgeschieden | 33   |
| Anders Lind                           | Einzel     | Darius Movileanu | 3:0          | Freilos                | Freilos  | Daniel Habesohn               | 1:4           | ausgeschieden                        | ausgeschieden | ausgeschieden                           | ausgeschieden | ausgeschieden | ausgeschieden | ausgeschieden | ausgeschieden | ausgeschieden | ausgeschieden | 33   |
| Anders Lind                           | Einzel     | Michael Tauber   | 3:0          | Freilos                | Freilos  | Daniel Habesohn               | 1:4           | ausgeschieden                        | ausgeschieden | ausgeschieden                           | ausgeschieden | ausgeschieden | ausgeschieden | ausgeschieden | ausgeschieden | ausgeschieden | ausgeschieden | 33   |
| Tobias Rasmussen                      | Einzel     | Cédric Nuytinck  | 0:3          | Mihai Bobocica         | 0:3      | ausgeschieden                 | ausgeschieden | ausgeschieden                        | ausgeschieden | ausgeschieden                           | ausgeschieden | ausgeschieden | ausgeschieden | ausgeschieden | ausgeschieden | ausgeschieden | ausgeschieden | 73   |
| Tobias Rasmussen                      | Einzel     | Daniel Berzosa   | 3:1          | Mihai Bobocica         | 0:3      | ausgeschieden                 | ausgeschieden | ausgeschieden                        | ausgeschieden | ausgeschieden                           | ausgeschieden | ausgeschieden | ausgeschieden | ausgeschieden | ausgeschieden | ausgeschieden | ausgeschieden | 73   |
| Tobias Rasmussen Martin Buch Andersen | Doppel     | —                | —            | —                      | —        | Freilos                       | Freilos       | Jakub Zelinka / Adam Klajber         | 3:1           | Mattias Falck / Kristian Karlsson       | 1:3           | ausgeschieden | ausgeschieden | ausgeschieden | ausgeschieden | ausgeschieden | ausgeschieden | 9    |
| Tobias Rasmussen Martin Buch Andersen | Doppel     | —                | —            | —                      | —        | Freilos                       | Freilos       | Sam Walker / Tom Jarvis              | 3:0           | Mattias Falck / Kristian Karlsson       | 1:3           | ausgeschieden | ausgeschieden | ausgeschieden | ausgeschieden | ausgeschieden | ausgeschieden | 9    |
| Anders Lind Wang Yang                 | Doppel     | —                | —            | —                      | —        | Freilos                       | Freilos       | Zsolt Peto / Marko Jevtović          | 3:1           | ausgeschieden                           | ausgeschieden | ausgeschieden | ausgeschieden | ausgeschieden | ausgeschieden | ausgeschieden | ausgeschieden | 17   |
| Anders Lind Wang Yang                 | Doppel     | —                | —            | —                      | —        | Freilos                       | Freilos       | Niagol Stoyanov / Mihai Bobocica     | 0:3           | ausgeschieden                           | ausgeschieden | ausgeschieden | ausgeschieden | ausgeschieden | ausgeschieden | ausgeschieden | ausgeschieden | 17   |
| Jonathan Kjær Goth Liam Pitchford     | Doppel     | —                | —            | —                      | —        | Freilos                       | Freilos       | Filip Mladenovski / Fatih Karabaxhak | 3:0           | Aleksandar Karakašević / Ľubomír Pištej | 2:3           | ausgeschieden | ausgeschieden | ausgeschieden | ausgeschieden | ausgeschieden | ausgeschieden | 17   |
| Mixed                                 |            |                  |              |                        |          |                               |               |                                      |               |                                         |               |               |               |               |               |               |               |      |
| Martin Buch Andersen Inês Matos       | Doppel     | —                | —            | —                      | —        | Edin Gutić / Harisa Mešetović | 3:1           | János Majoros / Leonie Hartbrich     | 3:0           | ausgeschieden                           | ausgeschieden | ausgeschieden | ausgeschieden | ausgeschieden | ausgeschieden | ausgeschieden | ausgeschieden | 17   |
| Martin Buch Andersen Inês Matos       | Doppel     | —                | —            | —                      | —        | Edin Gutić / Harisa Mešetović | 3:1           | Ľubomír Pištej / Barbora Balážová    | 2:3           | ausgeschieden                           | ausgeschieden | ausgeschieden | ausgeschieden | ausgeschieden | ausgeschieden | ausgeschieden | ausgeschieden | 17   |

### Triathlon
| Athleten                                                                  | Wettbewerb | Zeit      | Rang |
| ------------------------------------------------------------------------- | ---------- | --------- | ---- |
| Frauen                                                                    |            |           |      |
| Alberte Kjær Pedersen                                                     | Einzel     | 1:53:32 h | 8    |
| Männer                                                                    |            |           |      |
| Emil Holm                                                                 | Einzel     | DNS       | DNS  |
| Mixed                                                                     |            |           |      |
| Emil Holm Alberte Kjær Pedersen Oscar Gladney Rundqvist Sif Bendix Madsen | Staffel    | 1:27:59 h | 9    |

### Turnen
| Athleten                                                                               | Wettbewerb           | Qualifikation | Qualifikation | Finale        | Finale        | Rang |
| Athleten                                                                               | Wettbewerb           | Punkte        | Rang          | Punkte        | Rang          | Rang |
| -------------------------------------------------------------------------------------- | -------------------- | ------------- | ------------- | ------------- | ------------- | ---- |
| Frauen                                                                                 |                      |               |               |               |               |      |
| Michelle Lauritsen                                                                     | Stufenbarren         | 11,633        | 59            | ausgeschieden | ausgeschieden | 59   |
| Camille Normann                                                                        | Boden                | 9,133         | 115           | ausgeschieden | ausgeschieden | 115  |
| Camille Normann                                                                        | Schwebebalken        | 10,166        | 97            | ausgeschieden | ausgeschieden | 97   |
| Camille Normann                                                                        | Stufenbarren         | 10,266        | 94            | ausgeschieden | ausgeschieden | 94   |
| Freja Petersen                                                                         | Boden                | 11,733        | 64            | ausgeschieden | ausgeschieden | 64   |
| Freja Petersen                                                                         | Schwebebalken        | 11,500        | 64            | ausgeschieden | ausgeschieden | 64   |
| Freja Petersen                                                                         | Stufenbarren         | 10,833        | 81            | ausgeschieden | ausgeschieden | 81   |
| Freja Petersen                                                                         | Mehrkampf Einzel     | —             | —             | 45,632        | 58            | 58   |
| Camille Rasmussen                                                                      | Boden                | 12,533        | 33            | ausgeschieden | ausgeschieden | 33   |
| Camille Rasmussen                                                                      | Schwebebalken        | 11,533        | 62            | ausgeschieden | ausgeschieden | 62   |
| Camille Rasmussen                                                                      | Sprung               | 13,366        | 7             | 13,383        | 6             | 6    |
| Camille Rasmussen                                                                      | Stufenbarren         | 11,966        | 51            | ausgeschieden | ausgeschieden | 51   |
| Camille Rasmussen                                                                      | Mehrkampf Einzel     | —             | —             | 49,765        | 23            | 23   |
| Josephine Sørensen                                                                     | Boden                | 11,300        | 86            | ausgeschieden | ausgeschieden | 86   |
| Josephine Sørensen                                                                     | Schwebebalken        | 10,200        | 96            | ausgeschieden | ausgeschieden | 96   |
| Camille Rasmussen Freja Petersen Camille Normann Josephine Sørensen Michelle Lauritsen | Mehrkampf Mannschaft | 140,330       | 21            | ausgeschieden | ausgeschieden | 21   |
| Männer                                                                                 |                      |               |               |               |               |      |
| Rani Dalsgarð                                                                          | Boden                | 12,700        | 73            | 13,633        | 8             | 8    |
| Aron Jacobsen                                                                          | Barren               | 11,500        | 97            | ausgeschieden | ausgeschieden | 97   |
| Aron Jacobsen                                                                          | Boden                | 12,666        | 76            | ausgeschieden | ausgeschieden | 76   |
| Aron Jacobsen                                                                          | Pauschenpferd        | 9,166         | 111           | ausgeschieden | ausgeschieden | 111  |
| Aron Jacobsen                                                                          | Reck                 | 11,166        | 98            | ausgeschieden | ausgeschieden | 98   |
| Aron Jacobsen                                                                          | Ringe                | 12,033        | 99            | ausgeschieden | ausgeschieden | 99   |
| Aron Jacobsen                                                                          | Mehrkampf Einzel     | —             | —             | 68,897        | 72            | 72   |